# 奉天市地下鉄道
奉天市地下鉄道（ほうてんしちかてつどう）は、満州国奉天省奉天市（現在の中華人民共和国遼寧省瀋陽市）の中心部及び郊外に敷設が計画されていた地下鉄路線。
1940年に委託を受けた大阪市電気局（のちの大阪市交通局）が計画を立てたもので、実現すれば満州国内のみならず中国大陸初の地下鉄となるはずであった。しかし計画より先へ話が進まず、終戦と満州国崩壊により実現することなく未成線となった。
なお運行事業者は明確に記されていないが、建設規約の中で「奉天市の徽章」を車輛に標記するとしており、奉天市が事業者として予定されていたことが分かる。

## 概要

### 背景
奉天市は古くから満洲の中でも重要な地位を占める都市であり、清の前身に当たる後金の首都となったほか、遷都後も副都扱いされていた。近代になると満洲族の故地への他民族の入植を禁じた封禁令の廃止による開発の活発化、ロシア帝国による東清鉄道南部線の開通と鉄道附属地の設定による新市街地の形成により、奉天はさらにその規模を大きくすることとなった。
やがて東清鉄道南部線が南満洲鉄道となり、朝鮮と満洲を連絡する安奉線が接続するようになると、奉天は日満間を結ぶ経路の通過地点として交通の重要拠点となる。1932年に満洲国が樹立され、満洲国有鉄道や華北交通の成立により全満洲及び中国の鉄道の運営権が実質的に満鉄に移ると、日満間だけでなく、日満中間三国を結ぶ経路としてもさらに重要度が増して行き、人口もうなぎ登りとなって行った。
そしてついに1938年（康徳5年）の時点で当市の人口は78万5320人となり、首都の新京（現在の長春）の2倍以上の人口を抱える巨大都市となった。この人口はこのままの伸びで行けば1945年（康徳12年）には150万人、1960年（康徳27年）には300万人に達するという推計も行われ、これからも膨張の一途をたどると考えられた。

### 発案
このような背景から生み出されたのが、奉天市中心部を中心として地下鉄を敷設しようという「奉天市地下鉄道」の構想であった。この構想を計画として形にすべく、1940年に大阪市電気局（のちの大阪市交通局）へ委託して路線計画が行われることになった。なお、当時東京市と大阪市の両方に地下鉄が存在しながら、大阪市の方に白羽の矢が立った理由は記録に一切残されておらず明らかではないが、民営まかせの東京に対し、都市計画とからめて市の直営で整備を進めていた点が考慮されたと考えられる。
この発想に至った理由として、まず既存の交通機関だけでは増え続ける人口に追いつかないと見られたことが挙げられる。当時の奉天には路面電車やバスの他、馬車（マーチョ＝小形の賃馬車）や洋車（ヤンチョ＝人力車）があった。しかし現在はこれらでさばき切れていても、150万人、300万人となると路面電車やバスは需要にこたえられず、馬車や洋車は増えすぎれば道路交通に支障を来すことになって道路交通が麻痺を起こしかねない。その点、地下鉄ならば大量輸送が可能なので、これを中心に据えればうまく人口増加に対応出来ると考えられたのである。
次に周辺住宅地との交通確保がある。奉天の周囲にはすでに郊外住宅地が形成されていたが、交通機関がなく住民が大変な不便をこうむっていた。特に中心部からすぐ外側に当たる北部の北陵地区や南部の砂山地区は、バスこそ通っていたものの充分ではなかった。さらに奉天の外側に衛星都市が構想されており、さらに高速交通機関の必要性が生じて来た。これら外周の住宅地との連絡確保は市街の発展のためにも重要であり、それに一番適するのが地下鉄とされた。
三つ目に防空上からの必要性がある。当時は日中戦争の真っ最中であり、満洲も戦場ではないとはいえ、有事の際に備える必要があった。空襲が行われた際、地上を走る交通機関がことごとく潰滅しても、地下を走る地下鉄だけは被害を受けずに交通を確保出来るだけでなく、隧道がそのまま防空壕として利用出来ることは、既に欧米のいくつかの都市で証明されていた。これを奉天にも造ろうというわけである。
最後に都市計画との兼ね合いがある。当時奉天は都市計画によってあちこちで街作りの真っ最中であった。これでもし都市計画に沿って全てが出来上がった後で、地下鉄のような高速鉄道を造ろうと考えると、せっかく造った街を壊したり、工事が難工事になったりと無用の労力を要することになりかねない。それならばいっそ、都市計画の一部として最初からやってしまう方がよいと考えたのである。

### 路線選定と工期決定
こうして生まれた地下鉄構想を計画とするため、本格的な路線網の選定が行われた。当時日本においても地下鉄は東京市と大阪市にそれぞれ1路線あるばかりで「路線網」という状態でなかったため、欧米等の例を参考にし、奉天市中心部の実際を見ながらの一からの選定となった。
当時奉天には2つの市街地が存在した。一つが奉天駅を中心とする満鉄附属地であった新市街で、奉天駅構内の西側を西端、千代田公園を東端、大広場から鉄道総局周辺を北端とする周辺が当たる。もう一つがその東側に元々存在した瀋陽故宮を含む旧奉天城とその周辺の旧市街で、ほぼ縦に長い楕円状の区域である。前者には主に大学や学校、百貨店などの南満洲鉄道のインフラストラクチャー事業に伴う施設が、後者には市役所や裁判所などの役所や市場など既存の街を形作る施設が存在した。
このようなことから特に東西に結ぶ路線が必須となり、西郊外の牛心街を起点に鉄西広場を通り、奉天駅から忠霊塔前を経て大西辺門から奉天城の中心を貫き、大東辺門を通って東郊外の東塔から東陵へ至る路線を「一号線」とした。
ここに井桁状になるように路線をからめ、順次放射状に路線を広げることになった。西郊外・永信区から東へ走り、南の住宅地・砂山で北に方向を変え、南十條を通り忠霊塔前で一号線と交叉、大広場の先で東に進路を変えて小西辺門から北東郊外の北興街・瀋海区広場へ向かう鍵の手状の路線を「二号線」、北郊外の賽馬場から北陵・万年街・昭安街を経て北奉天駅を通り、小西辺門で二号線と交叉、さらに南進して大西辺門で一号線と交叉、南郊外の五里河子までの南北路線を「三号線」とした。また二号線の北興街から分岐し南下して大東辺門で一号線と交叉、孤家子に至る路線を「四号線」とした。
これ以降は郊外路線となり、一号線の東塔から分岐して東南方向へ向かう路線を「五号線」、一号線の鉄西広場から分岐して北に走る路線を「六号線」とした。ただしこれらは衛星都市の建設を待つ関係上、分岐点とおおまかな経路のみが記された予定線で、具体的にどこへ向かうかは決められていなかった。
なお環状線の可能性も示唆されたが、施設が複雑になること、周辺部まで含めようとすると建設費の割に乗客密度の疎密が激しく不経済であることから退けられている。
工期は三期に分けられ、第一期には一号線の牛心街-奉天駅-東塔間、二号線の南十條-小西辺門間、三号線の小西辺門-昭安街間で基礎を作り、第二期には一・二・三号線の残存区間の完成と四号線の全通ののち、さらに五号線の東塔-三家子間を建設して中央の路線網を完備。第三期から郊外線の五号線延伸と六号線に手を着けるとしていた。
地下鉄ゆえに工事期間は長く取られ、第一期は1942年（康徳9年）に着工し、1948年（康徳15年）に完成、第二期は1953年（康徳20年）完成、第三期は1958年（康徳25年）完成の予定とされた。
これらの計画は単に机上の計画のみに留まらず、実地検分や測量を行った上で立てられており、すぐにでも建設にかかれるほど微に入り細にわたっているほか、建設規約も作られており、建設具体化に極めて意欲的であった。

### 終焉と未成線化
このようにして20年近く先まで見通した、かなり本気の計画ではあったが、この翌年の1941年に日本はアメリカ合衆国に宣戦布告して太平洋戦争を開始。長く続いていた日中戦争もそれに吸収される形になった。満洲は戦場とならなかったものの、満洲国自体は参戦、地下鉄建設どころの騒ぎではなくなってしまった。
それどころか、1945年8月9日にソ連対日参戦によってソビエト連邦が満洲国内に侵攻、満州国政府は康徳帝溥儀もろとも朝鮮方面へ逃亡し、日本から終戦が伝わったのをきっかけとして8月18日に皇帝退位の形で朝満国境の露と消えた。
これにより満洲国がある前提で計画されていた当計画は、この時点で実現の道が絶たれた。かくして奉天市地下鉄道計画は、「満洲国」という国や「康徳」の元号とともに歴史のかなたへ消え去り、未成線としてのみ名を残すことになったのである。
なお奉天市改め瀋陽市では、この計画から70年後の2010年に「瀋陽地下鉄」が開業し、現在、1号線、2号線、9号線と10号線の4路線が営業している。ちなみにこの1号線は当計画の一号線、2号線は三号線と経路が類似している。

## 計画路線
上述の通り、計画書作成段階では一号線から六号線までの6線が計画されていた。このうち五号線・六号線は「予定線」とされ、厳密な区間などは定められていない。

### 一号線
路線データ
- 営業区間：牛心街-鉄西広場-奉天駅前-忠霊塔前-大西辺門-大東辺門-東塔-東陵
- 路線距離（営業キロ）：19.9km
- 軌間：1435mm
- 駅数：16駅（牛心街-東塔間のみ、起終点駅含む）
- 複線区間：全線
- 電化区間：全線（直流750V・第三軌条方式）

駅名一覧
牛心街-励工街-篤工街-鉄西広場-興工街-奉天駅前-忠霊塔前-脇和大路-東亜街-大西辺門-大西街-西華門-大東門-大東辺門-長安街-東塔
奉天の東西を結ぶ本線格の路線である。計画では第一期および第二期の建設線に組み入れられ、1948年（康徳15年）に牛心街-東塔間が、1953年（康徳20年）に東塔-東陵間が開業する予定であった。
駅名は第一期に建設される区間のみが決められていた。他路線とは忠霊塔前駅で二号線と、大西辺門駅で三号線と、大東辺門駅で四号線と交叉しており、すべて立体交叉となる計画であった。また鉄西広場では六号線が、東塔からは五号線が分岐する予定ともなっていた。
路線は西郊外から奉天駅を通り、新市街の目抜き通りである千代田通を経て東西に新市街を通過、旧市街へは南西寄りから入って奉天城を真横に貫き、そのまま東に抜けて東郊外へ出て行く経路となっていた。

### 二号線
路線データ
- 営業区間：永信区-砂山-南十條-忠霊塔前-小西辺門-北興街-瀋海区広場
- 路線距離（営業キロ）：17.4km
- 軌間：1435mm
- 駅数：8駅（南十條-小西辺門間のみ、起終点駅含む）
- 複線区間：全線
- 電化区間：全線（直流750V・第三軌条方式）

駅名一覧
南十條-高千穂広場-萩町-忠霊塔前-大広場-加茂町-北市場-小西辺門
一号線と並行・交叉する路線である。計画では第一期および第二期の建設線に組み入れられ、1948年（康徳15年）に南十條-小西辺門間が、1953年（康徳20年）に永信区-南十條間・小西辺門-瀋海区広場間が開業する予定であった。
駅名は一号線に同じく第一期に建設される区間のみが決められていた。他路線とは忠霊塔前駅で一号線と、小西辺門で三号線と交叉。また郊外部に当たる北興街附近から四号線が分岐する予定でもあった。
路線は南郊外から新市街地を南北に貫いた後、一号線の少し北側から旧市街に入り、奉天城の北側を抜けて北東から郊外へ抜ける経路となっていた。旧市街で一号線と並行になる部分があるほか、新市街の先からの部分がしばらくの間既存の路面電車とも一部重なっている。

### 三号線
路線データ
- 営業区間：賽馬場-北陵-万年街-昭安街-北奉天駅前-小西辺門-大西辺門-五里河子
- 路線距離（営業キロ）：10.5km
- 軌間：1435mm
- 駅数：3駅（昭安街-小西辺門間のみ、起終点駅含む）
- 複線区間：全線
- 電化区間：全線（直流750V・第三軌条方式）

駅名一覧
小西辺門-北奉天駅前-昭安街
東西の一号線と直交する南北の路線である。計画では第一期および第二期の建設線に組み入れられ、1948年（康徳15年）に昭安街-小西辺門間が、1953年（康徳20年）に賽馬場-昭安街間・小西辺門-五里河子間が開業する予定であった。
駅名は第一期のもののみが決定されていた。他路線とは小西辺門駅で二号線と、大西辺門駅で一号線と交叉していた。小西辺門では二号線との直通が可能になっていた。
路線は市内の北郊外からひたすら南下、小西辺門駅から旧市街の西縁に沿って垂直に進み、南郊外へ抜けて行くという、一号線の横線に対し縦線の経路を取っていた。

### 四号線
路線データ
- 営業区間：北興街-大東辺門-孤家子
- 路線距離（営業キロ）：6.3km
- 軌間：1435mm
- 駅数：未定
- 複線区間：全線
- 電化区間：全線（直流750V・第三軌条方式）

二号線の支線である。計画では第二期の建設線で、1953年（康徳20年）に全通する予定であった。三号線までと違い、第一期に建設されないため駅名は一切決められておらず、経路のみが決定されている。
他路線とは分岐点である北興街で二号線と交わるほか、大東辺門で一号線と交叉するのみであった。
路線は旧市街の東北方面の郊外から旧市街の東縁をひたすら南下、南郊外に抜ける経路を取っていた。三号線とは旧市街を隔てて並行線の関係となっている。

### 五号線
路線データ
- 営業区間：東塔-三家子-東南衛星都市方面
- 路線距離（営業キロ）：未定
- 軌間：1435mm
- 駅数：未定
- 複線区間：全線
- 電化区間：全線（直流750V・第三軌条方式）

一号線の支線で郊外路線の一つである。計画上は第二期・第三期の建設線で、1953年（康徳20年）に東塔-三家子間が先行開通、1958年（康徳25年）に全通する予定であった。ただしあくまで「予定線」とされており、終点や詳細な経路は未定であった。
路線は東西に延びる一号線から斜め南東方向に分岐し、そのまま郊外へ向かう経路が考えられていた。

### 六号線
路線データ
- 営業区間：鉄西広場-東湾公園-北衛星都市方面
- 路線距離（営業キロ）：未定
- 軌間：1435mm
- 駅数：未定
- 複線区間：全線
- 電化区間：全線（直流750V・第三軌条方式）

一号線の支線で郊外路線の一つである。計画上は第三期の建設線で、1958年（康徳25年）に全通する予定であった。これも五号線と同じく「予定線」であり、終点や詳細な経路は未定であった。
路線は東西に延びる一号線と直交するように分岐し、そのまま北郊外へ向かう経路が考えられていた。

## 駅
当線では駅は「停留場」と称されており、その構造については第一期線のもののみ詳細に定められていた。その内容はホームの配置・配線のみならず、駅構内の施設の配置や内装、地上の出入口の仕様まで定められていた。特に内装は壁をモルタル吹きつけとすること、床はタイル張りか煉瓦とすること、さらには乗客の駅識別をはかるために駅ごとに異なった形態としたり違った色をつけることも検討されるなど、微に入り細にわたっている。
当線の駅構造はトンネルに横にホームをうがつだけで施設が簡単であり、また運転面からも保線面からも大きな支障のない相対式が標準とされ、ほぼ全ての駅が相対式2面2線となることになった。ただし以下の駅に関しては、その立場の特質上特殊な駅構造が取られることとなった。

### 奉天駅前駅
一号線にある当駅は、区間運転列車の折り返しの設備を備える必要があるとともに、中心駅につながる駅として多数の乗客をさばく必要があった。
このためホームは北側から島式1面・相対式1面とし、さらに島式ホーム南側の線と相対式ホームの線の間を結んで牛心街寄りに折り返し設備を造ることになった。これにより、牛心街発東塔行の列車は島式ホームの北側、東塔発牛心街行の列車は相対式ホームで乗降を行い、当駅で折り返す列車は相対式ホームで降車扱いをしてから、折り返し線に入って逆転、島式ホームの南側で乗車扱いを行うことになっていた。
また駅にはコンコースと地下道が設けられ、奉天駅もしくは駅周辺の電車乗り場やバス乗り場と地下道経由で直通で乗換が出来るようになっていた。

### 忠霊塔前駅
一号線と二号線の交叉点である当駅はT字型に交叉することが決定され、Tの縦棒である一号線の駅の東端から、横棒である二号線の駅に乗り換える構造となった。
このため乗換の利便を考えて二号線側を浅くし、さらに島式ホームを採用することとした。一号線は相対式ホームとしておき、そこから階段を出して二号線のどちらの方向に乗り換えることも可能なようにしたのである。
駅改札は共通とし、コンコースを設けるようにしていた。さらに保線係員室や運輸係員室など運転の中枢となる施設が集まっていたこともあり、当線においてかなり重要かつ大規模な駅となる予定であった。
なお二号線の南十條寄りには留置線の設置も予定されていた。

### 大西辺門駅
一号線にある当駅は、第一期においては乗換駅ではないものの、第二期において三号線と交叉する駅であることから、最初から交叉を前提とした駅構造となることになった。
これにより駅自体は普通の相対式2面2線であるが、駅の西側深くに三号線の駅を既に造ることとされた。また忠霊塔前駅と同じくコンコースありの駅となった。
また列車折り返しのため、東側に渡り線を設けて簡単な折り返し設備を造ることとした。

### 大東辺門駅
一号線にある当駅は、第一期においては乗換駅ではないものの、第二期において四号線と交叉する駅であることから、大西辺門駅に同じく交叉を前提とした駅構造となることになった。
これにより駅は相対式2面2線であるが、駅の東側深くに四号線の駅を既に造ることとされ、コンコースありの駅となった。
ただし列車折り返しについては折り返し設備を使わず、検車場（後述）を用いて折り返すこととされた。

### 小西辺門駅
二号線と三号線の交叉点である当駅は、開業当初から二号線と三号線の直通運転がなされる予定であったため、単なる乗換駅とはされず、Osaka Metro御堂筋線および四つ橋線の大国町駅に見られるような島式ホーム2本、2面4線の方向別配線となった。
構内は上を走る二号線の両脇に、下から三号線がせり上がって来て包み込み、また下に潜って分かれて行くような配線となっており、外側両端2線を三号線が、内側中央2線を二号線が使用する構造が予定されていた。
二号線と三号線の間には、進行方向の構内外れにそれぞれダイヤモンドクロッシングを用いた渡り線が設けられ、どちらの方向にも列車運行が可能とされていた。また二号線同士にも渡り線が存在し、相当複雑な線路構造となっていた。
この他南端には留置線の設置も予定されていた。

### 北奉天駅前駅
三号線にある当駅は、構造は普通の相対式2面2線であり、配線上は特筆すべきところはないが、北奉天駅に接続するため、奉天駅前駅と同様のコンコースと地下道が設けられ、地下を通っての鉄道・電車・バスなど地上交通機関との直接乗換が可能であった。

### その他
各終端駅には、折り返しのためにダイヤモンドクロッシングを用いた渡り線が設置されていた。多くは駅の先であるが、牛心街駅は車両工場（後述）がある関係上駅の手前であった。また鉄西広場駅にも渡り線が存在した。

## トンネル・線路・保安設備
トンネルについては、原則この当時標準であった路面開鑿によって工事を行うこととした。深度は地下水の水面高からなるべく浅くする方がよいとの結論になったが、下水管・水道管などの埋設物の多さから地下3メートルを基本とし、支障のない場合のみ2メートル、地下二階建て構造など特殊の場合は1.2メートルとする予定であった。構造は御堂筋線で採用された鉄筋コンクリート製箱形トンネルを基本とするが、地盤が固いところでは四つ橋線の一部で採用された鉄筋なしのコンクリート製アーチ形トンネルの採用も示唆された。
線路は南満洲鉄道と同じ50キログラムレールを用いるものの、交換が容易でないことから摩耗に強いやや上頭部が厚めのものを用いる予定であった。枕木への固定は取り替え作業の困難と騒音防止のため、犬釘ではなく、石綿を敷いた上でタイプレートを置き、ボルトで固定することとした。
道床は騒音を防止するためにスラブ軌道ではなくバラスト軌道とする。これにより必要となる枕木には、取り替え作業が困難であることから、腐りにくく材質のよい檜などを使用するほか、充分に防腐剤を染みこませた他の木も場合によっては用いるとした。
保安設備について特筆すべきは自動列車停止装置ことATSが導入予定であったことである。当時日本の地下鉄では既に打子式ATSと呼ばれるATSが実用化されており、実際に計画を立てた大阪市電気局（のちの大阪市交通局）でも市営地下鉄御堂筋線で使用していた。当時はまだ他の方式のATSは存在しなかったので、これを導入する予定であったと考えられている。

## 電化方式
各路線で既述の通り、電化方式は直流750ボルトであった。電圧が750ボルトとされたのは、計画を立てた大阪市電気局（のちの大阪市交通局）の運営する大阪市営地下鉄において、直流電化の標準電圧である1500ボルトの半分であり、将来的に昇圧する際に互換性があるとして採用された経緯を、そのまま当てはめたものによる。
配電方式は第三軌条方式で、これもやはり大阪市営地下鉄に範を取ったものである。集電靴による上面接触式を用いる予定であった。場所が満洲であるだけに、地上線になった場合雪の懸念もあったが、幸い奉天は雪が少ないため、その点に関しては「問題なし」とされていた。

## 車庫・工場
車庫・工場は一号線においては牛心街駅の西側の地上部分に「鉄西車両工場」が設けられ、工場と車庫を兼ねていた。二号線・三号線は互いに連絡し合っている状態のため共用とし、永信区に車庫・工場を設ける予定であったが、第一期ではそこまで開通しないため、南十條駅の南側の地上部分に「砂山仮車庫」を設けることにした。これは工場設備のない車庫であった。
また一号線の奉天駅前駅・東塔駅と三号線の昭安街駅には折り返し設備部分に、一号線の大東辺門駅、二号線の忠霊塔前駅、二号線・三号線の小西辺門駅には留置線を設けてこれを地下検車場とすることにした。車庫が遠いため無駄な回送を省くとともに、車輛を外気にいたずらにさらないように出来る利点からの導入であった。

## 列車
列車の編成については第一期・第二期のみ決められていた。これによると路線が増えるごとに次第に連結両数を増やして行く方策が採られることになっていた。
第一期においては編成は全線2両で、これが第二期初期に一-四号線が全通した際には3両に増車。最終的には5両に増結して運転する予定であった。これらの車両は増結・解結を容易にするため全て電動車とされていた。
表定速度は計算上、停車時間を平均25秒として28キロ程度であった。

## ダイヤ・運賃
運行系統は第一期では一号線が牛心街-東塔間の全線運転と奉天駅前-大東辺門間の区間運転の2系統、二号線と三号線が南十條-昭安街間の直通運転の1系統の計3系統が予定されていた。運行間隔は一号線が全線運転・区間運転ともに6分間隔、二号線・三号線の直通が3分間隔であった。つまり一号線の末端部が6分間隔である以外は、全線3分間隔の運転となっていた。
第二期初期、一-四号線全通時にはこれを大幅に変更。一号線が牛心街-東陵間の全線運転と奉天駅前-大西辺門間の区間運転の2系統なのは変わらないが、二・三・四号線が互いに直通可能なのを利用してかなり複雑な系統が予定された。二号線単独運転としては永信区-瀋海区広場間の全線運転、三号線単独運転としては賽馬場-五里河子間の全線運転にしぼられ、区間運転がすべて路線間の乗り入れとなった。二号線から三号線に乗り入れる砂山-万年街間と瀋海区広場-五里河子間、二号線から四号線に乗り入れる砂山-孤家子間の3系統が設定された。運転間隔はすべて6分間隔であり、多いところで2分間隔の運転となっていた。
第二期後期の五号線一部開通時には、この複雑な運行系統が整理される。一号線が牛心街-東陵の全線運転のほか、五号線に乗り入れる奉天駅前-三家子間の区間運転の2系統になる。二号線は永信区-瀋海区広場間の全線運転と、四号線乗り入れの砂山-孤家子間の区間運転の2系統となり、三号線との乗り入れを廃止。これに伴い三号線は賽馬場-五里河子間の全線運転と万年街-五里河子間の区間運転の2系統のみになる。運行間隔は全線4分間隔まで縮められる予定であった。
運賃に関しては並等と一等の二等級制採用を予定しており、並等7銭・一等10銭での旅客収入額の試算が残されている。

## 車輛
当線の車輛については車号を「101」とした竣工図表が存在し、車輛の詳細が分かるようになっている。
それによると貫通扉を中央に配した3枚窓の前面を持つ第三軌条方式の車輛で、調査を担当した大阪市電気局（のちの大阪市交通局）が当時市営地下鉄で使用していた100形・200形・300形に準じている。
しかし車輛の大きさは全長15.7メートル、高さ3.4メートル、幅2.58メートルに抑えられ、車重も34.5トンと小柄であった。
特筆すべきは窓配置と扉である。d2(1)D(1)3(1)D(1)2(1)D（d：乗務員扉、D：客用扉、(1)：戸袋窓）という車端部に乗降扉を配した3扉車で、しかもうち2つが両開き、車端部の扉のみ片開きという変則的なものであった。
また編成を組まずに必要に応じて増結・解結が出来るようにと全て電動車とされた。このため両運転台であり、前面に向かって右手に運転台が存在した。電動機は特に多くする必要がないとして140キロワットのものを片方の台車に2個装備していた。車内はロングシートで、定員は120名、うち座席定員は46名であった。
行先表示板は大阪市営地下鉄の車輛では転落防止柵がついていた関係で貫通扉についていたが、こちらでは柵がないため前面に向かって右側に掲出出来るようになっており、左側に車号を掲出していた。
なお車体塗色に関しては「明快なる車体内外の塗装をなすこと」とのみ記載されており、具体的な色の指示はない。

## 記録類
当線関係資料は、調査・計画の当事者である大阪市電気局→大阪市交通局が保管することになり、公文書として大阪市公文書館で閲覧が可能である。文書中に「贈呈」と何度か書かれているため、複本がいくつか関係機関に納入されたと思われるが、いずれも行方不明である。
- 大阪市電気局高速鉄道部編『奉天市地下鉄道計画書』

当線の企画・調査書。本来は7巻組であるが、現在は4巻が失われて1-3巻・5-7巻のみが残されている。1巻が総論と計画概要であり、ここに路線計画・建設計画・運行計画など全ての概要が記されている。2巻以降は駅・トンネルなど構造物、配線や保安設備・運行設備などの詳細と添附の図面集である。当計画に関する唯一の文献であり、ここに書かれていることが現在知られ得る全てである。